# Brevicoryne brassicae
Brevicoryne brassicae är en insektsart som först beskrevs av Carl von Linné 1758.  Brevicoryne brassicae ingår i släktet Brevicoryne och familjen långrörsbladlöss. Enligt den finländska rödlistan är arten nära hotad i Finland. Arten är reproducerande i Sverige. Artens livsmiljö är odlingsmark. Inga underarter finns listade i Catalogue of Life.

## Bildgalleri

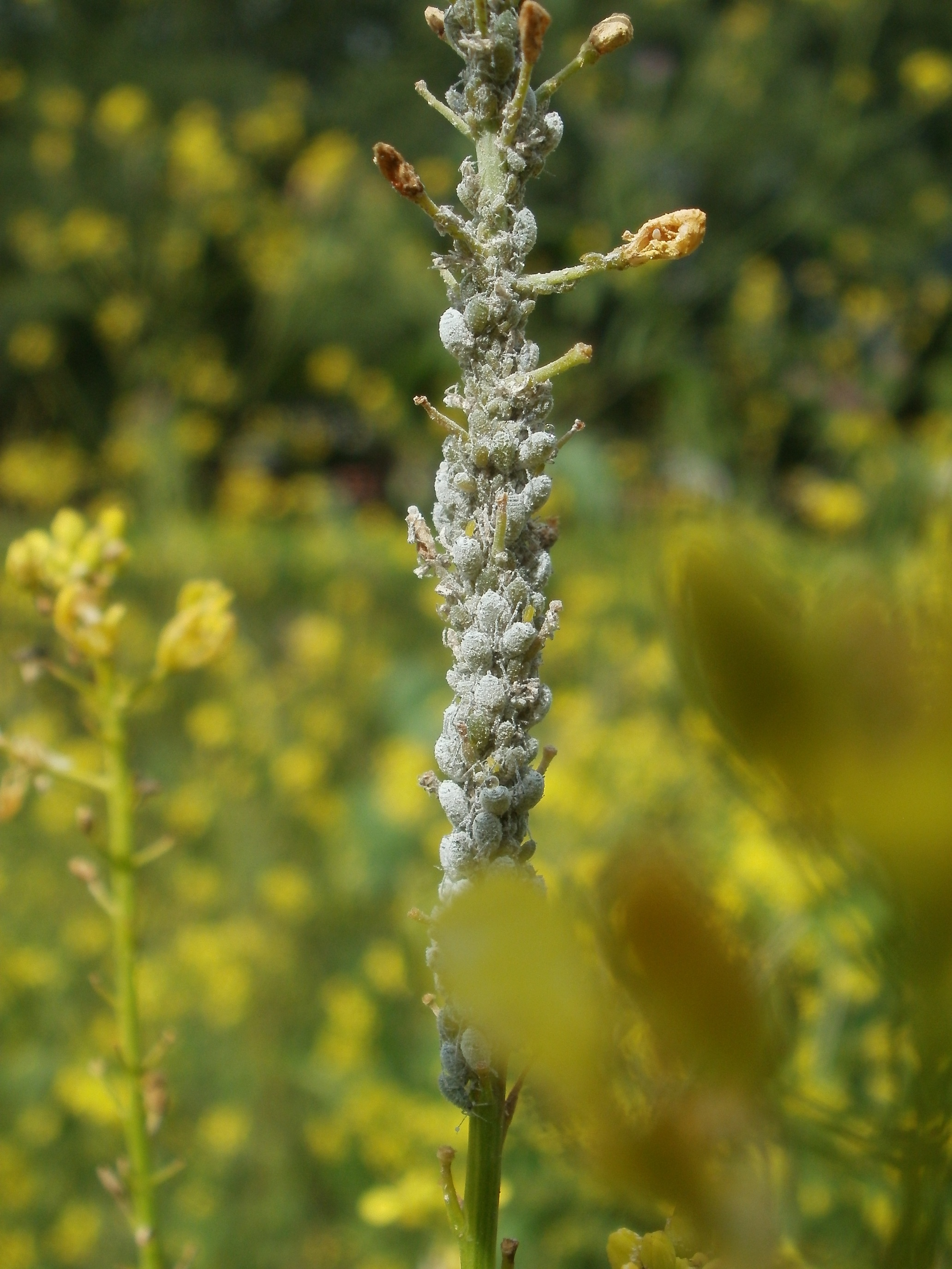
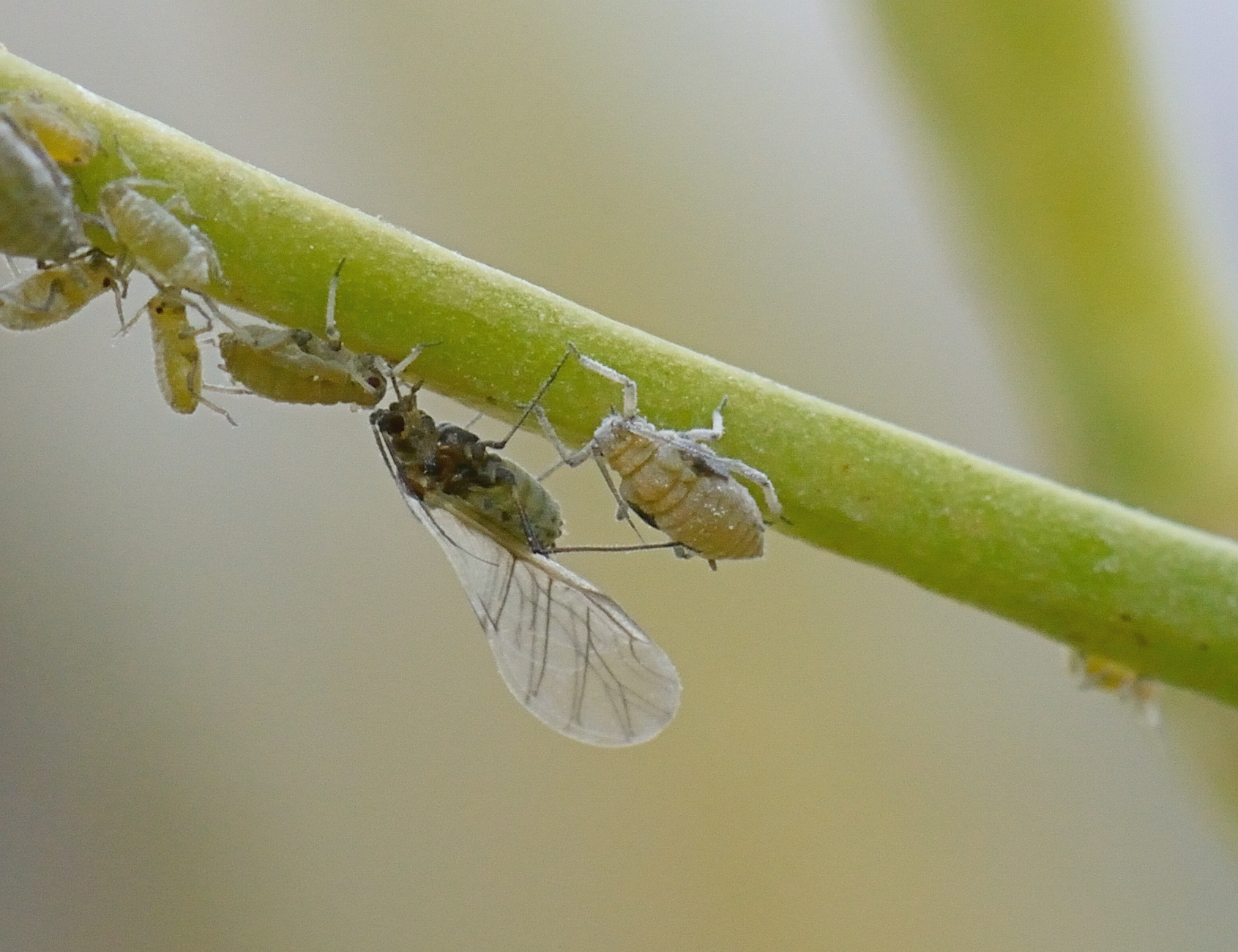
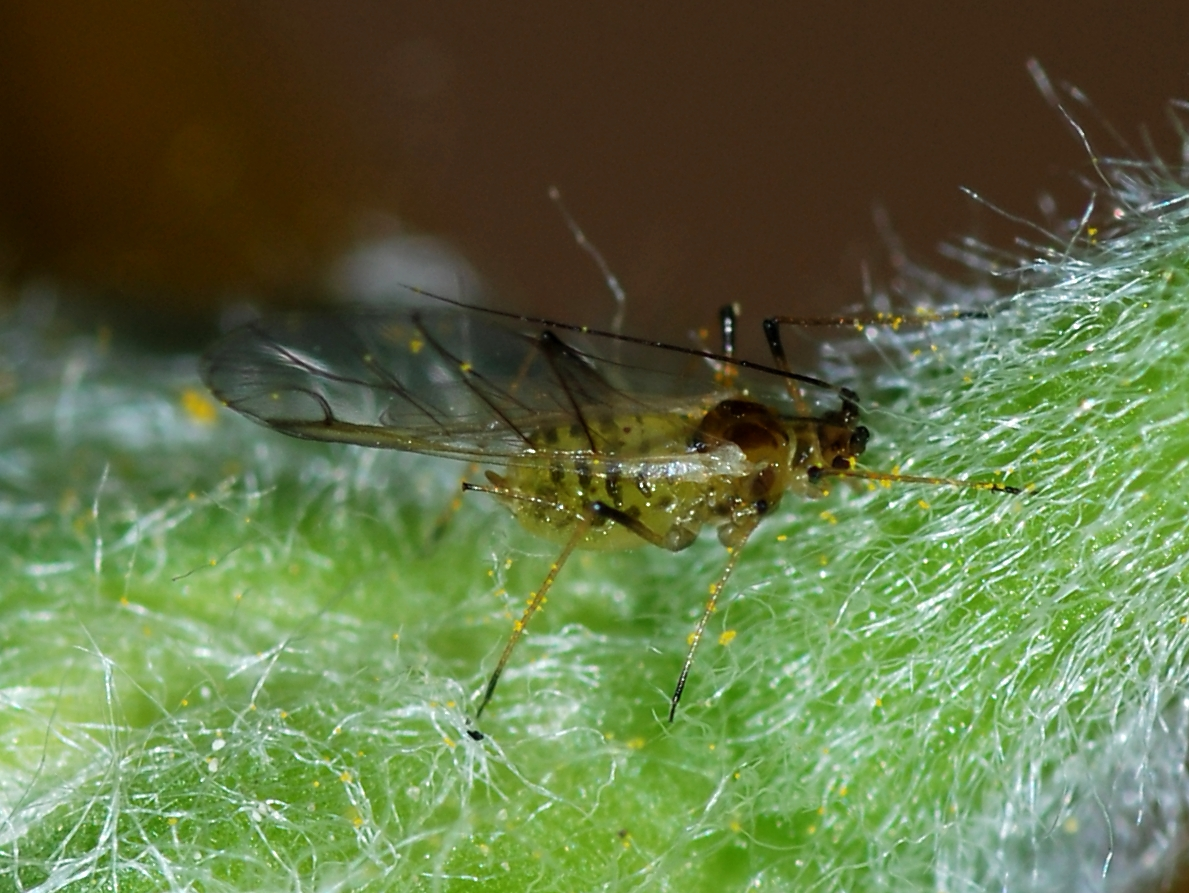
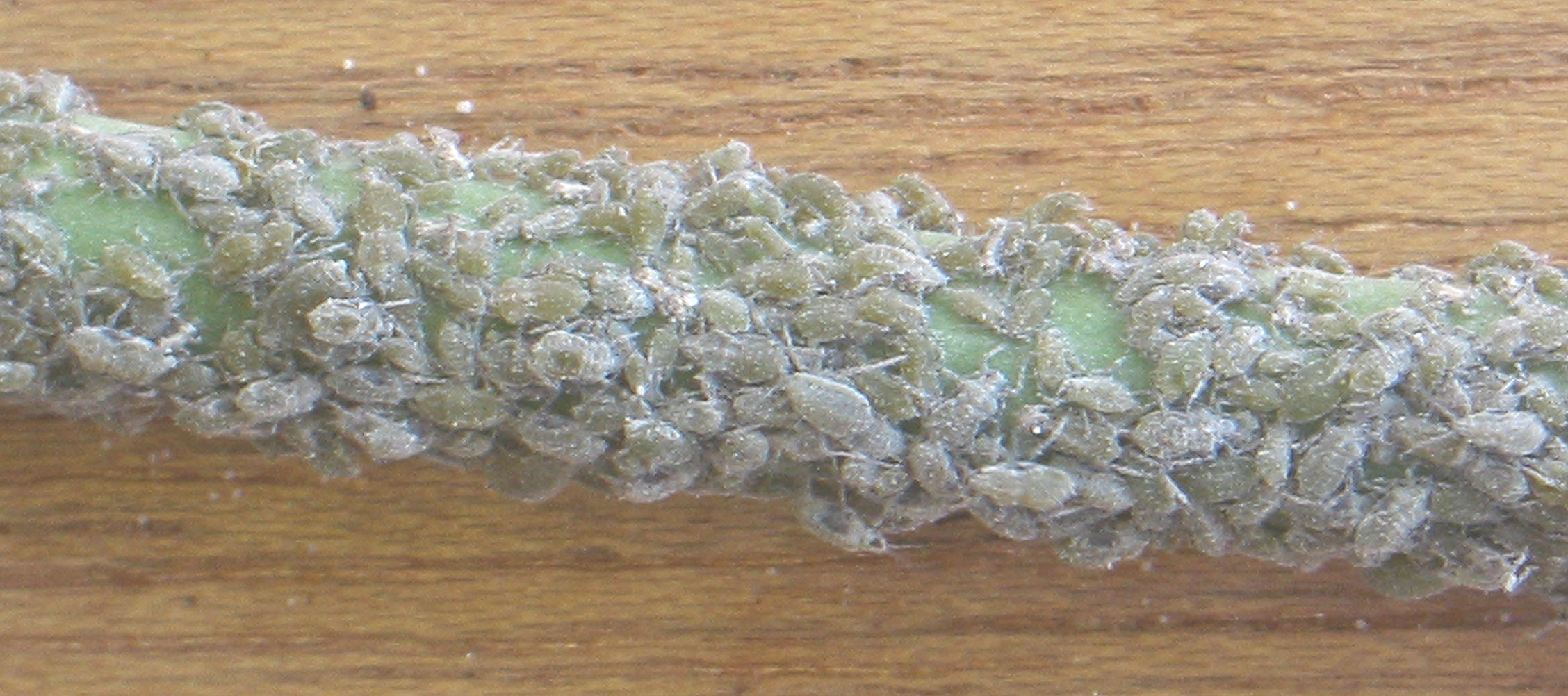